# Sophienbrunnen (Stuttgart)

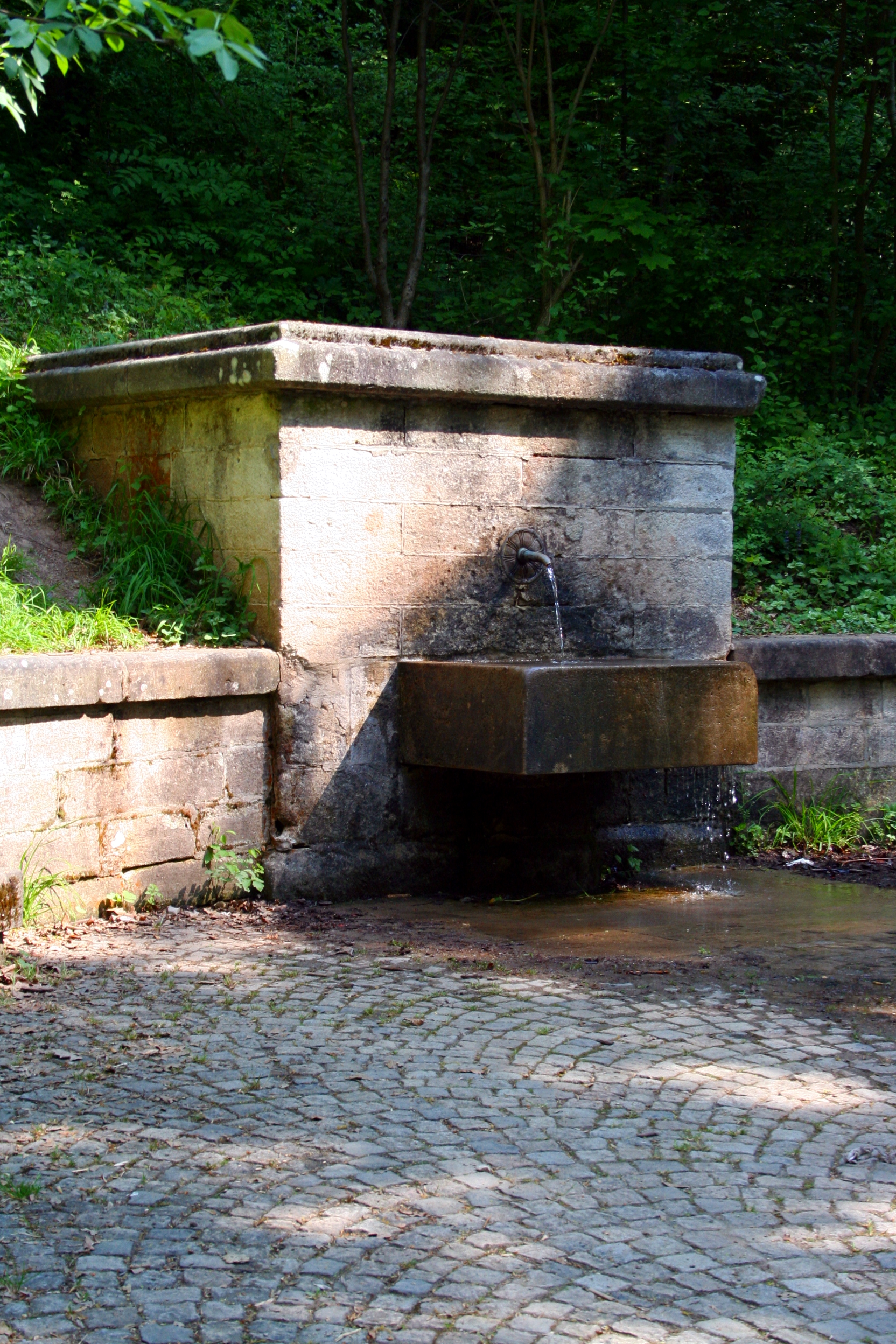
Der Sophienbrunnen

Der Sophienbrunnen ist ein Brunnen in Stuttgart. Er steht im Stadtbezirk Stuttgart-West im Stadtteil Hasenberg am oberen Ende der Hasenbergsteige, etwa 300 m vor dem querenden Sandweg.
Der Brunnen wurde anlässlich der Hochzeit der Prinzessin Sophie mit Wilhelm III. der Niederlande im Jahr 1839 errichtet. Sophie war eine Tochter des württembergischen Königspaars Wilhelm I. und Katharina Pawlowna; ihr Gatte wurde zehn Jahre nach der Eheschließung König der Niederlande.
Der 1990 sanierte Brunnen im Wald auf etwa 430 m ü. NN, etwa 300 m südwestlich des Birkenkopf-Gipfels am Fuß des Bergs errichtet, liegt im Einzugsbereich der südlich zum Nesenbach entwässernden Ziegelklinge. Er wird vom Tiefbauamt Stuttgart betreut und ist von Mai bis September in Betrieb.